# Gran Premio motociclistico del Belgio 1989
Il Gran Premio motociclistico del Belgio 1989 fu il decimo appuntamento del motomondiale 1989, si svolse il 2 luglio 1989 sul circuito di Spa-Francorchamps e vide la vittoria di Eddie Lawson nella classe 500, di Jacques Cornu nella classe 250, di Hans Spaan nella classe 125 e di Egbert Streuer/Geral de Haas nei sidecar.

## Classe 500
In una gara rocambolesca interrotta e ripresa due volte a causa della pioggia, dapprima è stato omologato il risultato finale della terza ripartenza per poi essere resa ufficiale la classifica al termine della seconda manche: in questo modo lo statunitense Eddie Lawson è risultato il vincitore, davanti ai connazionali Kevin Schwantz e Wayne Rainey. La decisione è stata poi ratificata dalla FIM alla fine di luglio contestualmente a quella di assegnare solo mezzo punteggio iridato in virtù della brevità della corsa stessa.

### Arrivati al traguardo
| Pos. | Pilota                       | Moto   | Tempo     | Griglia | Punti |
| ---- | ---------------------------- | ------ | --------- | ------- | ----- |
| 1    | Eddie Lawson                 | Honda  | 19.46.26  | 5       | 10    |
| 2    | Kevin Schwantz               | Suzuki | a 00.92   | 1       | 8,5   |
| 3    | Wayne Rainey                 | Yamaha | a 01.52   | 2       | 7,5   |
| 4    | Christian Sarron             | Yamaha | a 11.43   | 4       | 6,5   |
| 5    | John Kocinski                | Yamaha | a 15.22   | 8       | 5,5   |
| 6    | Pierfrancesco Chili          | Honda  | a 18.87   | 7       | 5     |
| 7    | Kevin Magee                  | Yamaha | a 20.72   | 6       | 4,5   |
| 8    | Michael Doohan               | Honda  | a 27.23   | 3       | 4     |
| 9    | Freddie Spencer              | Yamaha | a 27.85   | 9       | 3,5   |
| 10   | Niall Mackenzie              | Yamaha | a 32.84   | 11      | 3     |
| 11   | Robert McElnea               | Honda  | a 32.97   | 13      | 2,5   |
| 12   | Marco Gentile                | Fior   | a 1.25.46 | 16      | 2     |
| 13   | Cees Doorakkers              | Honda  | a 1.34.46 | 21      | 1,5   |
| 14   | Eddie Laycock                | Honda  | a 1.37.06 | 20      | 1     |
| 15   | Simon Buckmaster             | Honda  | a 1.37.59 | 17      | 0,5   |
| 16   | Josef Doppler                | Honda  | a 1.39.82 | 22      |       |
| 17   | Bruno Kneubühler             | Honda  | a 1.41.36 | 18      |       |
| 18   | Marco Papa                   | Honda  | a 2.03.13 | 19      |       |
| 19   | Nicholas Schmassmann         | Honda  | a 2.14.40 | 23      |       |
| 20   | Hans Klingebiel              | Suzuki | a 2.31.37 | 26      |       |
| 21   | Fernando González De Nicolás | Honda  | a 2.35.99 | 25      |       |
| 22   | Mark Phillips                | Suzuki | a 3.07.05 | 24      |       |
| 23   | Randy Mamola                 | Cagiva | a 1 giro  | 14      |       |
| 24   | Alessandro Valesi            | Yamaha | a 6 giri  | 15      |       |
| 25   | Wayne Gardner                | Honda  | a 6 giri  | 10      |       |
| 26   | Pavel Dekanek                | Honda  | a 6 giri  | 27      |       |

### Non partito
| Pilota     | Moto   | Motivo | Griglia |
| ---------- | ------ | ------ | ------- |
| Ron Haslam | Suzuki |        | 12      |

## Classe 250
Primo successo dell'annata per lo svizzero Jacques Cornu che ha preceduto il capoclassifica provvisorio, lo spagnolo Sito Pons da cui, nonostante il successo è tuttora staccato di 61 punti.

### Arrivati al traguardo
| Pos. | Pilota            | Moto    | Tempo    | Griglia | Punti |
| ---- | ----------------- | ------- | -------- | ------- | ----- |
| 1    | Jacques Cornu     | Honda   | 36.45.58 | 3       | 20    |
| 2    | Sito Pons         | Honda   | 36.46.16 | 7       | 17    |
| 3    | Carlos Cardús     | Honda   | 36.48.51 | 2       | 15    |
| 4    | Reinhold Roth     | Honda   | 36.55.26 | 6       | 13    |
| 5    | Luca Cadalora     | Yamaha  | 37.11.05 | 11      | 11    |
| 6    | Helmut Bradl      | Honda   | 37.14.52 | 4       | 10    |
| 7    | Juan Garriga      | Yamaha  | 37.26.63 | 13      | 9     |
| 8    | Fausto Ricci      | Aprilia | 37.36.65 | 23      | 8     |
| 9    | Masahiro Shimizu  | Honda   | 37.41.95 | 24      | 7     |
| 10   | Alain Bronec      | Aprilia | 37.43.46 | 32      | 6     |
| 11   | Daniel Amatriaín  | Honda   | 37.43.93 | 16      | 5     |
| 12   | Renzo Colleoni    | Aprilia | 37.44.61 | 21      | 4     |
| 13   | Alberto Puig      | Yamaha  | 37.45.06 | 10      | 3     |
| 14   | Harald Eckl       | Aprilia | 37.48.65 | 18      | 2     |
| 15   | Carlos Lavado     | Yamaha  | 37.50.86 | 12      | 1     |
| 16   | Bernard Haenggeli | Yamaha  | 37.51.18 | 27      |       |
| 17   | Hans Becker       | Honda   | 38.08.91 | 26      |       |
| 18   | Maurizio Vitali   | Honda   | 38.09.58 | 22      |       |
| 19   | Wilco Zeelenberg  | Honda   | 38.22.96 | 20      |       |
| 20   | Andreas Preining  | Aprilia | 38.27.03 | 35      |       |
| 21   | Luis Lavado       | Yamaha  | 38.27.35 | 36      |       |
| 22   | Bernard Schick    | Yamaha  | 38.36.09 | 29      |       |
| 23   | Manfred Herweh    | Yamaha  | 39.10.89 | 31      |       |
| 24   | Laurent Naveau    | Yamaha  | 1 giro   | 34      |       |

### Ritirati
| Pilota                    | Moto    | Motivo | Griglia |
| ------------------------- | ------- | ------ | ------- |
| Didier de Radiguès        | Aprilia |        | 1       |
| Martin Wimmer             | Aprilia |        | 8       |
| Patrick van den Goorbergh | Yamaha  |        | 33      |
| Alex Barros               | Yamaha  |        | 14      |
| Andrew Leisner            | Honda   |        | 15      |
| Adrien Morillas           | Yamaha  |        | 28      |
| Jean-Philippe Ruggia      | Yamaha  |        | 5       |
| August Auinger            | Yamaha  |        | 17      |
| Loris Reggiani            | Honda   |        | 9       |
| Alberto Rota              | Aprilia |        | 30      |
| Stefano Caracchi          | Honda   |        | 19      |
| Gary Cowan                | Yamaha  |        | 25      |

## Classe 125
L'olandese Hans Spaan ha ottenuto il suo terzo successo consecutivo precedendo l'italiano Ezio Gianola; i due piloti si trovano ora affiancati in testa alla classifica iridata, anche perché il capoclassifica precedente, lo spagnolo Àlex Crivillé in questa occasione è stato costretto al ritiro.

### Arrivati al traguardo
| Pos. | Pilota             | Moto    | Tempo    | Griglia | Punti |
| ---- | ------------------ | ------- | -------- | ------- | ----- |
| 1    | Hans Spaan         | Honda   | 38.38.49 | 2       | 20    |
| 2    | Ezio Gianola       | Honda   | 38.50.89 | 1       | 17    |
| 3    | Hisashi Unemoto    | Honda   | 39.16.80 | 9       | 15    |
| 4    | Julián Miralles    | Derbi   | 39.27.69 | 8       | 13    |
| 5    | Lucio Pietroniro   | Honda   | 39.36.41 | 5       | 11    |
| 6    | Stefan Prein       | Honda   | 39.40.00 | 15      | 10    |
| 7    | Fausto Gresini     | Garelli | 39.40.35 | 6       | 9     |
| 8    | Adi Stadler        | Honda   | 39.41.15 | 11      | 8     |
| 9    | Koji Takada        | Honda   | 39.41.51 | 10      | 7     |
| 10   | Thierry Feuz       | Honda   | 39.42.10 | 13      | 6     |
| 11   | Domenico Brigaglia | Garelli | 39.47.59 | 27      | 5     |
| 12   | Doriano Romboni    | Honda   | 39.48.26 | 18      | 4     |
| 13   | Dirk Raudies       | Honda   | 39.53.41 | 28      | 3     |
| 14   | Jean-Claude Selini | Honda   | 39.53.82 | 24      | 2     |
| 15   | Hubert Abold       | Rotax   | 39.54.65 | 16      | 1     |
| 16   | Alex Bedford       | EMC     | 40.02.60 | 26      |       |
| 17   | Robin Milton       | Honda   | 40.07.94 | 29      |       |
| 18   | Luis Miguel Reyes  | Honda   | 40.27.81 | 22      |       |
| 19   | Peter Öttl         | Krauser | 40.49.94 | 19      |       |
| 20   | Gastone Grassetti  | Aprilia | 40.50.93 | 30      |       |
| 21   | Flemming Kistrup   | Honda   | 40.52.04 | 17      |       |
| 22   | Håkan Olsson       | Rotax   | 41.11.12 | 32      |       |
| 23   | Johnny Wickström   | Honda   | 41.11.65 | 36      |       |
| 24   | Serge Julin        | Honda   | 1 giro   | 23      |       |
| 25   | Josef Fischer      | Honda   | 1 giro   | 37      |       |

### Ritirati
| Pilota            | Moto      | Motivo | Griglia |
| ----------------- | --------- | ------ | ------- |
| Àlex Crivillé     | JJ Cobas  |        | 4       |
| Emilio Cuppini    | Aprilia   |        | 31      |
| Corrado Catalano  | Gazzaniga |        | 7       |
| Bruno Casanova    | Aprilia   |        | 20      |
| Stefan Dörflinger | Krauser   |        | 25      |
| Alfred Waibel     | Honda     |        | 12      |
| Bady Hassaine     | Honda     |        | 21      |
| Robin Appleyard   | Honda     |        | 33      |
| Jorge Martínez    | Derbi     |        | 3       |
| Allan Scott       | Honda     |        | 14      |

## Classe sidecar
In una gara disputata sotto la pioggia, l'equipaggio Egbert Streuer-Geral de Haas ottiene la prima vittoria stagionale; per de Haas è anche il primo successo nel motomondiale. I leader della classifica Steve Webster-Tony Hewitt si piazzano al secondo posto, davanti a Rolf Biland-Kurt Waltisperg.
In classifica Webster è primo con 78 punti, davanti a Streuer a 71, Michel a 53 e Biland a 50.

### Arrivati al traguardo (posizioni a punti)[5]
| Pos | Pilota             | Passeggero      | Moto          | Tempo    | Punti |
| --- | ------------------ | --------------- | ------------- | -------- | ----- |
| 1   | Egbert Streuer     | Geral de Haas   | LCR-Yamaha    | 34'52"03 | 20    |
| 2   | Steve Webster      | Tony Hewitt     | LCR-Krauser   | +18"45   | 17    |
| 3   | Rolf Biland        | Kurt Waltisperg | LCR-Krauser   | +19"44   | 15    |
| 4   | Rolf Steinhausen   | Bruno Hiller    | Busch         | +36"41   | 13    |
| 5   | Derek Jones        | Peter Brown     | LCR-Yamaha    | +57"24   | 11    |
| 6   | Bernd Scherer      | Thomas Schröder | BSR-Krauser   | +1'04"36 | 10    |
| 7   | Barry Brindley     | Graham Rose     | Fowler-Yamaha |          | 9     |
| 8   | Alain Michel       | Jean-Marc Fresc | LCR-Krauser   |          | 8     |
| 9   | Markus Egloff      | Urs Egloff      | SMS-Yamaha    |          | 7     |
| 10  | Fritz Stölzle      | Hubert Stölzle  | LCR-Krauser   |          | 6     |
| 11  | Yoshisada Kumagaya | Phillip Coombes | Windle-Yamaha |          | 5     |
| 12  | Yvan Nigrowsky     | Jacques Corbier | LCR-JPX       |          | 4     |
| 13  | Theo van Kempen    | Simon Birchall  | LCR-Krauser   |          | 3     |
| 14  | Kenny Howles       | Steve Pointer   | LCR-Krauser   |          | 2     |
| 15  | Billy Gällros      | Håkan Olsson    | ?-Yamaha      |          | 1     |